# Heinrich Helmle

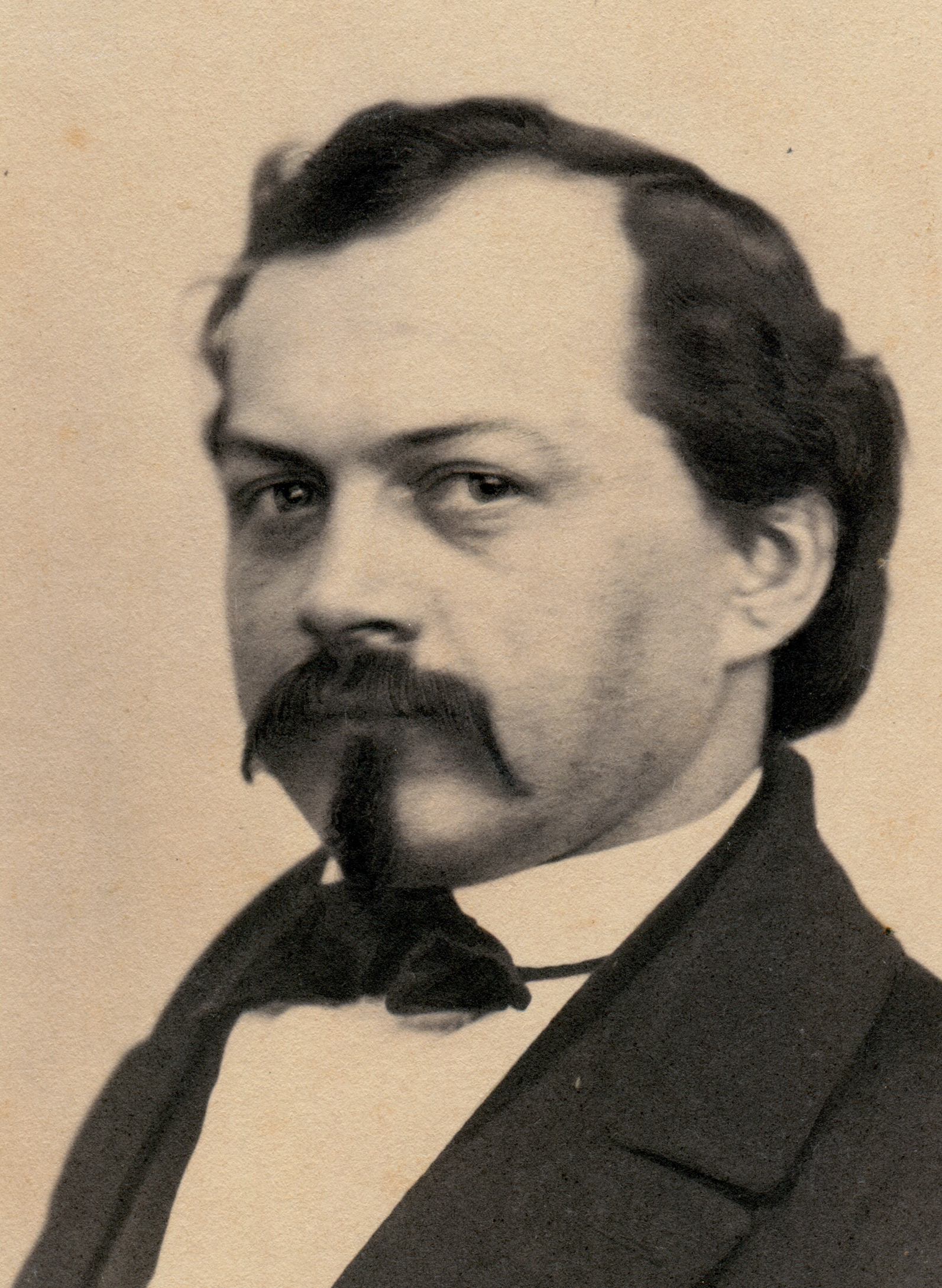
Heinrich Helmle (ca. 1860)

Heinrich Helmle (* 1829 in Freiburg im Breisgau; † 1909 ebenda) war ein deutscher Glasmaler.
Heinrich Helmle war ein Sohn des seit 1822/23 in Freiburg als Glasmaler tätigen Lorenz Helmle (1783–1849). Er übernahm dessen Werkstatt nach dem Tod des Vaters, zunächst mit seinem Bruder Ferdinand (* 1826). Seine Werkstatt verwendete eine Schmelzfarbenmalerei auf Glas, die nicht an die Qualität der väterlichen Werkstatt herankam.
1856/57 war er neben anderen Glasmalern an der Gestaltung des Fensters für das Andachtszimmer im Neuen Schloss in Baden-Baden beteiligt. Zwischen 1863 und 1868 schuf er Wappenscheiben für Schloss Munzingen. 1867 schuf er zwei Fenster für die Grafenkapelle des Freiburger Münsters (heute zerstört). Wie bereits sein Vater wirkte er ab 1866 bei Restaurierungen der Glasfenster des Freiburger Münsters mit, die jedoch technisch und künstlerisch mangelhaft ausgeführt wurden. Weitere Fenster fertigte er nach Entwürfen der lokalen Künstler Sebastian Lutz (1836–1898), Wilhelm Dürr (1815–1890) und Joseph Heinemann (1825–1901). Die Produktion der Werkstatt war jedoch eher bescheiden, was sich erst nach 1875 mit dem Eintritt von Albert Merzweiler (1844–1906) als Gesellschafter und Umbenennung in Helmle & Merzweiler änderte; diese Firma führte dann auch qualitativ bessere Arbeiten an den Freiburger Münsterfenstern sowie zahlreiche weitere Aufträge, insbesondere Kirchenfenster, aus.
1893 erlitt Heinrich Helmle einen Schlaganfall, was ihm die weitere Berufsausübung unmöglich machte, Albert Merzweiler übernahm die Firma ganz.